# Alcanede
Alcanede est une freguesia (paroisse civile) portugaise située dans le concelho (commune) de Santarém et le  district du même nom.
Avec une superficie de 106,18 km2 et une population de 5 048 habitants (2001), la paroisse possède une densité de 47,5 hab./km2.